# GKD Sports Cars

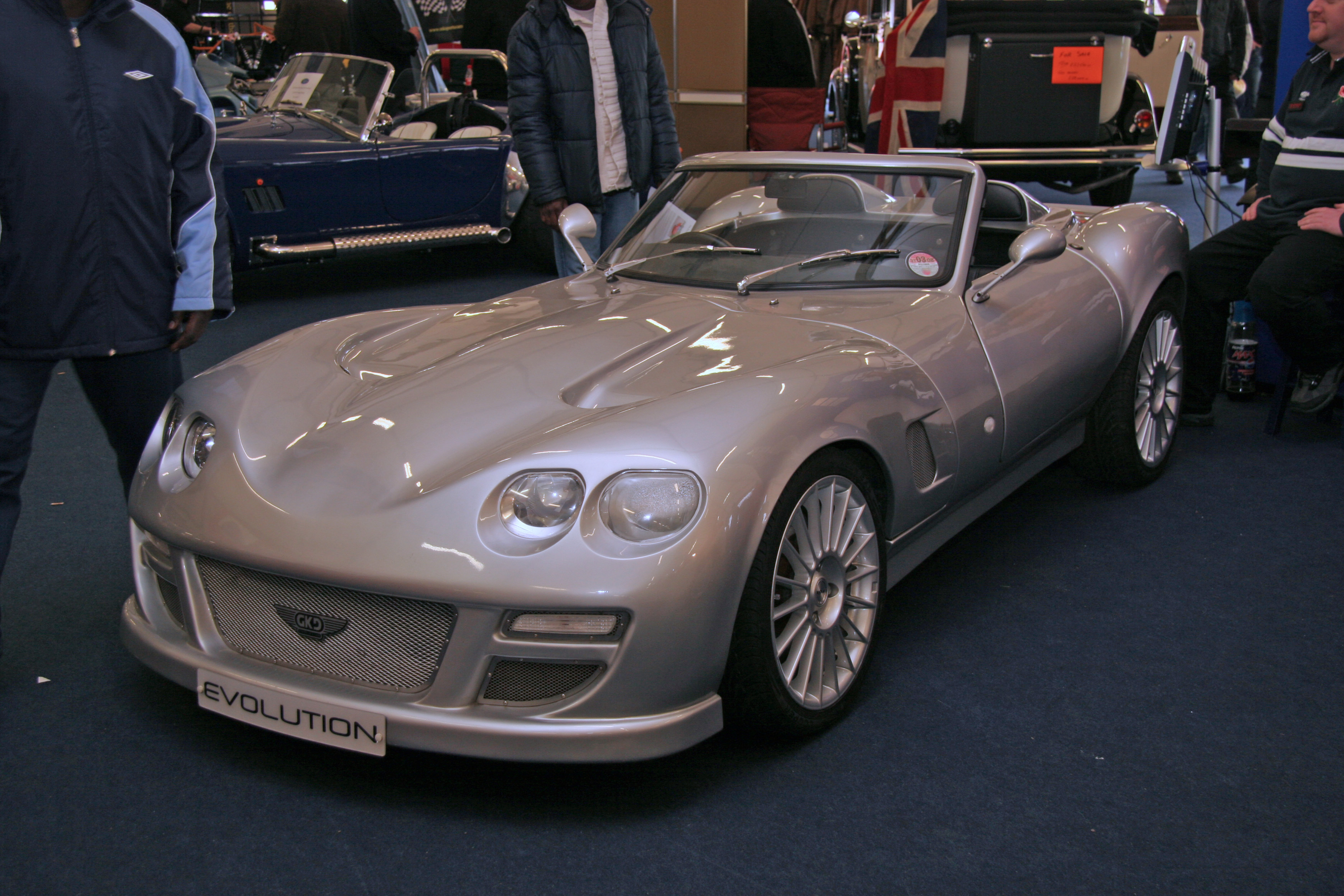
GKD Evolution

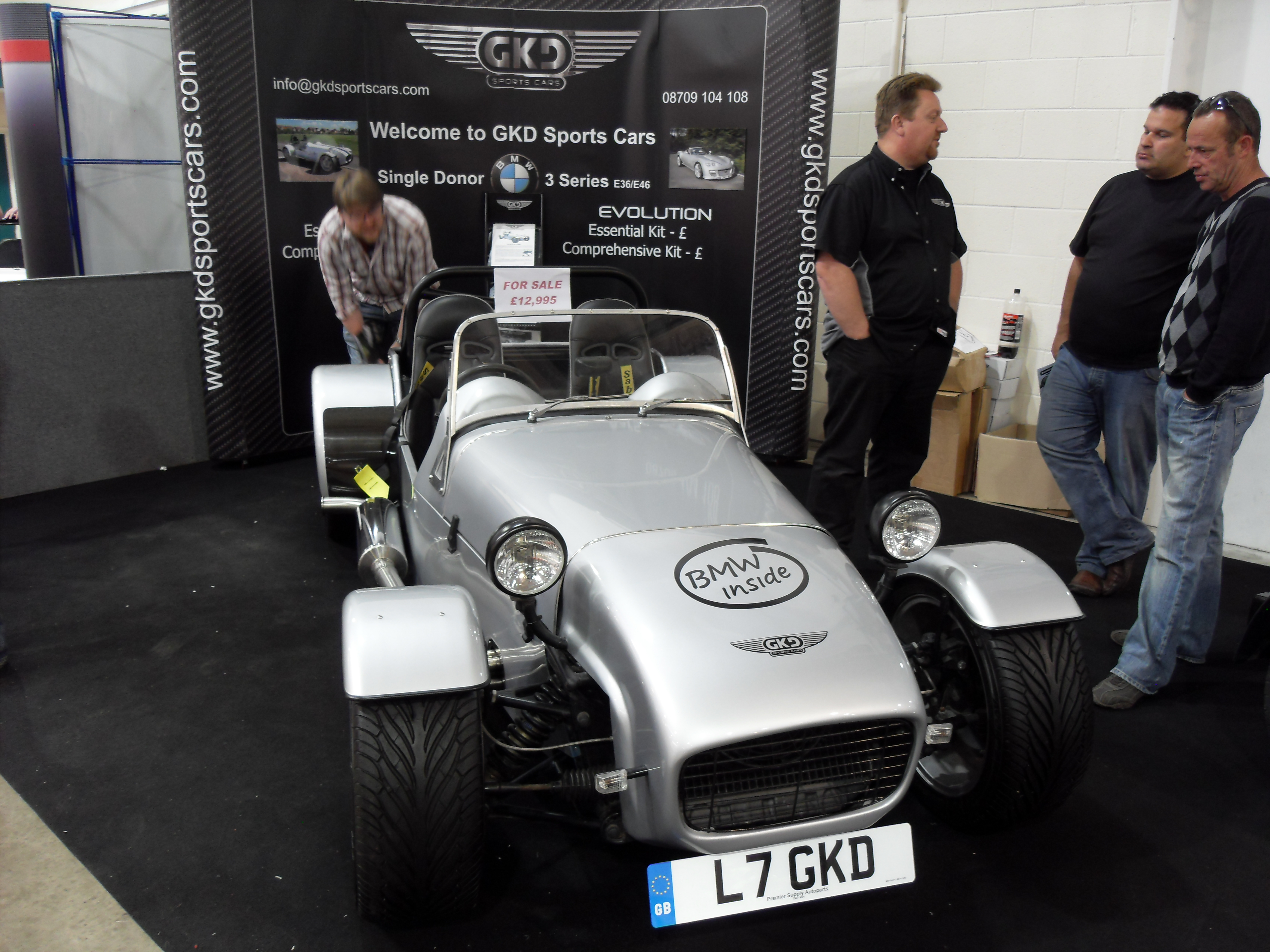
GKD Legend

GKD Sports Cars Limited ist ein britischer Hersteller von Automobilen.

## Unternehmensgeschichte
Peter Lathrope gründete am 9. August 2004 das Unternehmen in Lewes in der Grafschaft East Sussex. Er begann 2006 mit der Produktion von Automobilen und Kits. Der Markenname lautet GKD. Insgesamt entstanden bisher etwa 65 Exemplare.

## Fahrzeuge
Als erstes Modell erschien 2006 der Evolution. Er ähnelt dem Ginetta G27 von Ginetta. Die offene Karosserie bietet Platz für zwei Personen. Die Ausführung S hat einen Motor von Ford und der S 2 einen Motor von BMW. Bisher entstanden etwa 25 Fahrzeuge.
Seit 2008 ergänzt der Legend das Angebot. Dies ist ein zweisitziger Roadster im Stil des Lotus Seven. Der Motor stammt vom BMW 3er. Zur Wahl stehen Vierzylindermotoren sowie im Legend 6 Sechszylindermotoren. Dieses Modell fand bisher etwa 40 Käufer.